# 정선군의 국회의원

## 정선군의 역대 국회의원 일람
| 대수         | 이름           | 소속정당     | 임기                               | 선거구역                                | 개표결과 |
| ------------ | -------------- | ------------ | ---------------------------------- | --------------------------------------- | -------- |
| 제1대        | 최태규(崔泰奎) | 무소속       | 1948년 5월 31일 - 1950년 5월 30일  | 정선군 일원                             | 보기     |
| 제2대        | 이종영(李鍾榮) | 국민회       | 1950년 5월 31일 - 1954년 5월 30일  | 정선군 일원                             | 보기     |
| 제3대        | 전상요(全相堯) | 무소속       | 1954년 5월 31일 - 1958년 5월 30일  | 정선군 일원                             | 보기     |
| 제4대        | 유기수(劉寄洙) | 무소속       | 1958년 5월 31일 - 1960년 7월 28일  | 정선군 일원                             | 보기     |
| 제5대 민의원 | 신인우(申仁雨) | 민주당       | 1960년 7월 29일 - 1961년 5월 16일  | 정선군 일원                             | 보기     |
| 제6대        | 엄정주(嚴廷柱) | 민주공화당   | 1963년 12월 17일 - 1967년 6월 30일 | 영월군·정선군 일원                      | 보기     |
| 제7대        | 장승태(張承台) | 민주공화당   | 1967년 7월 1일 - 1971년 6월 30일   | 영월군·정선군 일원                      | 보기     |
| 제8대        | 장승태(張承台) | 민주공화당   | 1971년 7월 1일 - 1972년 10월 17일  | 영월군·정선군 일원                      | 보기     |
| 제9대        | 엄영달(嚴永達) | 신민당       | 1973년 3월 12일 - 1979년 3월 11일  | 영월군·평창군·정선군 일원(제5선거구)    | 보기     |
| 제9대        | 장승태(張承台) | 민주공화당   | 1973년 3월 12일 - 1979년 3월 11일  | 영월군·평창군·정선군 일원(제5선거구)    | 보기     |
| 제10대       | 장승태(張承台) | 민주공화당   | 1979년 3월 12일 - 1980년 10월 27일 | 영월군·평창군·정선군 일원(제5선거구)    | 보기     |
| 제10대       | 엄영달(嚴永達) | 신민당       | 1979년 3월 12일 - 1980년 10월 27일 | 영월군·평창군·정선군 일원(제5선거구)    | 보기     |
| 제11대       | 심명보(沈明輔) | 민주정의당   | 1981년 4월 11일 - 1985년 4월 10일  | 영월군·평창군·정선군 일원(제6선거구)    | 보기     |
| 제11대       | 고영구(高泳耉) | 민주한국당   | 1981년 4월 11일 - 1985년 4월 10일  | 영월군·평창군·정선군 일원(제6선거구)    | 보기     |
| 제12대       | 심명보(沈明輔) | 민주정의당   | 1985년 4월 11일 - 1988년 5월 29일  | 영월군·평창군·정선군 일원(제6선거구)    | 보기     |
| 제12대       | 신민선(辛敏善) | 한국국민당   | 1985년 4월 11일 - 1988년 5월 29일  | 영월군·평창군·정선군 일원(제6선거구)    | 보기     |
| 제13대       | 박우병(朴佑炳) | 민주정의당   | 1988년 5월 30일 - 1992년 5월 29일  | 정선군 일원                             | 보기     |
| 제14대       | 박우병(朴佑炳) | 민주자유당   | 1992년 5월 30일 - 1996년 5월 29일  | 정선군 일원                             | 보기     |
| 제15대       | 박우병(朴佑炳) | 신한국당     | 1996년 5월 30일 - 2000년 5월 29일  | 태백시·정선군 일원                      | 보기     |
| 제16대       | 김택기(金宅起) | 새천년민주당 | 2000년 5월 30일 - 2004년 5월 29일  | 태백시·정선군 일원                      | 보기     |
| 제17대       | 이광재(李光宰) | 열린우리당   | 2004년 5월 30일 - 2008년 5월 29일  | 태백시·영월군·평창군·정선군 일원        | 보기     |
| 제18대       | 이광재(李光宰) | 통합민주당   | 2008년 5월 30일 - 2010년 4월 28일  | 태백시·영월군·평창군·정선군 일원        | 보기     |
| 제18대       | 최종원(崔鍾元) | 민주당       | 2010년 7월 29일 - 2012년 5월 29일  | 태백시·영월군·평창군·정선군 일원        | 보기     |
| 제19대       | 염동열(廉東烈) | 새누리당     | 2012년 5월 30일 - 2016년 5월 29일  | 태백시·영월군·평창군·정선군 일원        | 보기     |
| 제20대       | 염동열(廉東烈) | 새누리당     | 2016년 5월 30일 -2020년 5월 29일   | 태백시·횡성군·영월군·평창군·정선군 일원 | 보기     |
| 제21대       | 이철규(李喆圭) | 미래통합당   | 2020년 5월 30일 ~ 2024년 5월 29일  | 동해시·태백시·삼척시·정선군 일원        | 보기     |
| 제22대       | 이철규(李喆圭) | 국민의힘     | 2024년 5월 30일 ~                  | 동해시·태백시·삼척시·정선군 일원        | 보기     |

## 같이 보기
- 동해시의 국회의원
- 태백시의 국회의원
- 삼척시의 국회의원
- 영월군의 국회의원
- 평창군의 국회의원
- 횡성군의 국회의원
- 정선군 (1988년 선거구)
- 태백시·정선군
- 태백시·영월군·평창군·정선군
- 태백시·횡성군·영월군·평창군·정선군
- 동해시·태백시·삼척시·정선군